# Filip d'Opunt
Filip d'Opunt (grec antic: Φίλιππος, llatí: Philippus) va ser un filòsof grec nascut a Opunt, a la Lòcrida, que visqué al segle iv aC.
La Suda dona una llarga llista de les seves obres, però les dades són confuses. També hi diu que va dividir Les Lleis de Plató en dotze llibres, més un altre llibre que va escriure ell mateix. Diògenes Laerci explica que Filip va transcriure Les Lleis de Plató, que estaven escrites en tauletes de cera, i que els Epinomis, el tretzè llibre de Les Lleis, és de Filip.
Va ser deixeble de Sòcrates i Plató i es va dedicar a l'observació dels cels (Σχολάσας τοίς μετεώροις).